# 蕭遙光
蕭遙光（468年—499年9月6日），字元晖。南朝齐宗室，始安靖王蕭鳳之子、齊高帝蕭道成之姪孫、齊明帝蕭鸞之侄，齐帝萧宝卷的堂兄和托孤大臣之一。后起兵作乱图谋夺位，败亡。

## 早期仕途
萧遥光先天跛脚，萧凤去世后，齐高帝认为萧遥光不堪奉拜祭祀，想让萧遥光的弟弟袭爵，因太子萧赜（后来的齐武帝）劝谏，才由萧遥光袭爵。萧遥光的三叔安陆王萧缅曾悲伤地对二哥萧鸾说，不担心萧遥光、萧遥欣、萧遥昌兄弟数人不富贵，只担心自己看不到。
初为员外郎，转给事郎、太孙洗马，转中书郎，豫章内史。萧遥光的叔父西昌侯蕭鸞辅政，萧遥光爱好天文，秘密劝进。隆昌元年（494年），除授骁骑将军、冠军将军、南东海太守，行南徐州事；仍除南彭城太守，将军如故；又除辅国将军、吴兴太守。

## 輔助明帝
494年，萧鸾想廢掉皇帝蕭昭業，問蕭遙光的意見，蕭遙光表示支持。蕭鸞每次有大的誅殺賞賜，蕭遙光都會參與預謀。
萧鸾辅政后，萧遥光与萧遥欣都参与朝政。同年七月，蕭鸞杀蕭昭業，追废其為鬱林王，另立蕭昭業之弟新安王蕭昭文為帝。八月，除授萧遥光冠军将军、南蛮校尉、西平中郎长史、南郡太守。萧遥光虽然屡次被授予地方官职，但都不曾去地方赴任。当月，萧鸾以萧遥欣为兖州刺史。
高帝子江夏王萧锋曾见萧鸾，萧鸾说萧遥光有才力可以委任，萧锋答：“遥光之于殿下，犹如殿下之于高皇，卫宗庙、安社稷之事确实可以托付于他。”萧鸾失色。
十月，蕭鸞再廢蕭昭文為海陵王，自立為帝，是為明帝，改年號為建武。十一月，以蕭遙光為持节、都督扬南徐二州诸军事、前将军、扬州刺史。皇子晋安王萧宝义为南徐州刺史，因萧宝义残疾，实际上仍以萧遥光领事。当月，萧遥欣调任荆州刺史，萧遥昌亦出镇豫州，明帝在便殿秘密设宴，萧遥光也在座，明帝惨然对萧遥欣曰：“昭王（萧缅）说‘不担心你们兄弟不富贵，却来不及看到’，如何！”于是忍不住悲恸，都呜咽，连侍者也泪如雨下。萧遥光请求解南徐州都督职，获准。明帝因诸子年幼，长子萧宝义又残疾，故以诸侄任要职，以萧遥光居中，萧遥欣坐镇上流。二年（一作三年），进萧遥光号抚军将军，加散骑常侍，给鼓吹。
萧遥光好吏事，处事分明，也颇多惨害。曾让手下沈瑀押送民夫，速度很快，民夫也没有怨言，萧遥光对同使者说：“你为何不学沈瑀所为？”于是令沈瑀专知州狱事。沈瑀奉明帝命令整治湖熟县方山埭道路，拦截路人修路，有扬州书佐秘密路过，诈称是州使，不肯修路，被沈瑀处以鞭刑三十（一作四十）。书佐回去找萧遥光告状，萧遥光说：“沈瑀必不会枉对汝用鞭刑。”并查明了真相。在任内，萧遥光引明山宾为行参军，裴邃为参军，庾於陵为行参军兼记室。崔慰祖历任萧遥光属下墨曹行参军、刑狱、兼记室，萧遥光爱下棋，数次召他下棋，但崔慰祖不善言辞，非朔望日不与他相见。萧遥光还召张率为主簿、贾渊为谘议，但二人都没有去。萧遥光在蒋山南为儒学家吴苞立馆，学者都归附吴苞。建武初年，明帝下诏求异士，萧遥光表荐秘书丞王暕、候官令王僧孺，王暕被除授骠骑从事中郎，王僧孺被除授仪曹郎。
尚書令王晏是齊明帝篡位的功臣之一。明帝即位後，王晏自認為對新朝有功，又做了尚書令，位居朝臣首位，因此對事情多數專斷裁決。在內外重要的職位，都任用自己親近的人，因此常和明帝在用人方面出現爭執，明帝開始嫌惡他。明帝登基之初蕭遙光就勸明帝誅殺王晏。明帝说：“王晏于我有功，且未有罪。”萧遥光说：“王晏尚不能效忠武帝，安能效忠陛下。”明帝默然变色。建武四年（497年），齊明帝誅殺王晏，並牽連到其他大臣。
太子萧宝卷不好学，只爱游玩，朝议令蔡仲熊为他讲礼，还未讲到一半，萧遥光从容说：“文义之事是士大夫作为伎艺要求官的罢了，皇太子用讲吗？”明帝以为然，于是停讲。
南齊永泰元年（498年），萧遥光以本官为大将军，给油络车。当年，明帝生病，因此忌憚高帝、武帝的子孫，於是想殺盡他們。他詢問蕭遙光的意見，蕭遙光認為應該按顺序杀死他们。萧遥光因跛脚不能同朝议事，明帝曾命他乘舆从望贤门入殿，常与明帝屏退他人闲谈良久，明帝索要香火，呜咽哭泣，次日必诛杀他人。恰逢明帝病勢突然非常嚴重，氣絕了又蘇醒。数次入内侍疾的蕭遙光於是施行殺戮諸侯王的計劃。正月二十五日，蕭遙光殺了河東王蕭鉉、臨賀王蕭子岳、西陽王蕭子文、永陽王蕭子峻、南康王蕭子琳、衡陽王蕭子珉、湘東王蕭子建、南郡王蕭子夏、桂陽王蕭昭粲、巴陵王蕭昭秀，於是殺盡了高帝、武帝、文惠太子蕭長懋的儿子们。明帝指使萧遥光、临川王萧子晋、武帝孙竟陵王萧昭胄、太尉陈显达、尚书令徐孝嗣、右仆射沈文季、尚书沈渊、沈约、王亮奏萧铉等罪行请求诛杀，又不认同，众人再奏，才认同。
四月，会稽太守王敬则起兵作乱，声称拥立高帝孙南康县侯萧子恪。萧子恪出逃不知所在。萧遥光因而又劝明帝尽诛高帝、武帝诸孙，明帝敕萧昭胄等六十余人入永福省，令太医煮椒二斛，并命办数十具棺材，对舍人沈徽孚说：“等椒熟了就同时赐死。”期待在三更杀死他们。明帝暂时睡下，主书单景隽请求依旨杀死诸侯，沈徽孚坚持要再看形势。三更天，萧子恪赤脚跑到建阳门，明帝惊醒，得到沈徽孚、单景隽的回答，抚床说：“遥光几误人事。”于是哭着与萧子恪相见，赐诸侯饭菜，还任萧子恪为太子中庶子。萧遥光告诉明帝担心正领军北伐的陈显达为变，想追回陈显达军，因王敬则很快被平定，此事未果。
八月三十日，明帝在正福殿駕崩。遺詔內外政事可以委託徐孝嗣、蕭遙光、右將軍蕭坦之、右僕射江祏、侍中江祀（江氏兄弟都是明帝表弟）及衛尉劉暄（明帝内弟）等人。遗诏加萧遥光侍中、中书令，给扶（给予扶侍之人，古时君主赐给大臣的一种礼遇），称“内外众事，无大小委徐孝嗣、遥光、坦之、江祏”。

## 輔助東昏侯
太子蕭寶卷即位，改年號永元。五月，给萧遥光班剑二十人，以本号开府仪同三司。
萧遥光多猜忌之心，有人送他鞋子，他以为是讽刺自己，因而十分责难对方。刘绘给他写笺：“智不及葵。”他也认为刘绘是忤逆自己。
這時，蕭遙光等六位輔政大臣專權，每天轮流下达敕命，人称“六贵”。雍州刺史萧衍闻之，对从舅张弘策说，政出多门是乱象，只有在雍州才能避祸，可做西伯侯，只担心弟弟们在京城遇害，需要与兄长益州刺史萧懿一起想办法。后来萧懿罢益州刺史，行郢州刺史事，萧衍又派张弘策对他说天下形势，将政局比作晋惠帝时，说萧遥光想要做司马伦，形迹已现，但他是个跛子，没有登基的道理，且性格很猜忌狭隘，徒取乱机；并预言六贵不久都将败亡。
萧遥光谘议刘沨为萧遥光心腹，朝野依附他的人很多，刘渢为避祸请求出为丹阳丞。萧遥光以素来礼待的萧衍之弟萧畅代为谘议参军，领录事。
因萧宝卷失德，江祏图谋废帝，立萧宝卷胞弟江夏王萧宝玄。刘暄与萧宝玄有隙，不与江祏同谋，想另立萧宝卷另一胞弟建安王萧宝寅。江祏又找萧遥光密谋，萧遥光自以为年长，想自立为帝，暗示江祏。江祀也认为年少的皇帝难保，劝江祏立萧遥光。江祏、江祀秘密劝吏部郎谢朓拥戴萧遥光，说萧宝玄年少，如果不堪大任就不便再行废立，而萧遥光年长，当皇帝符合人望；此举不是为了富贵，是为了安国家。萧遥光又遣刘沨秘密致意于谢朓，想以为自己一党，谢朓自认为受恩于明帝，不认同刘沨，没有回答。萧遥光以谢朓兼知卫尉事，谢朓害怕被牵连，以江祏之谋告诉太子右卫率左兴盛，左兴盛不敢说出去。谢朓又对刘暄说：“始安一旦南面（登基），则刘沨、刘晏（萧遥光城局参军）处在卿现在的地位，只当卿是反覆人。”刘暄假装吃惊，骑马告诉萧遥光和江祏。萧遥光想出谢朓于东阳郡，但因谢朓常轻视江祏，江祏设计欲除之，他已得知谢朓把自己的图谋告诉了左兴盛，就将谢朓泄密给左兴盛的事告诉萧遥光，萧遥光大怒，发敕书抓捕谢朓付廷尉，与徐孝嗣、江祏、刘暄等连名弹劾谢朓“扇动内外，妄贬乘舆，窃论宫禁，间谤亲贤，轻议朝宰”，于是谢朓死于狱中。二江又秘密对萧坦之说欲立萧遥光，萧坦之说：“明帝取天下已非次，天下人至今不服。今若复作此事，恐四海瓦解。我不敢言。”并借丧母之机回家。
刘暄认为如果萧遥光登基，自己就失去身为皇帝舅舅的尊荣，不肯认同江祏所议，导致江祏迟疑久不决。萧遥光大怒，遣左右黄昙庆刺刘暄于青溪桥，但黄昙庆见刘暄随从队伍多，不敢发作，却被刘暄察觉，于是刘暄揭发江祏所谋，萧宝卷命收捕江祏、江祀兄弟，皆杀之。

### 作乱败亡
先前萧遥昌在寿春去世，他在豫州的部曲都归属于萧遥光。萧遥光曾回城，风将其仪伞吹得飘出城外。蕭遙光想篡位，自立為帝，与萧遥欣秘密呼应。萧遥光密谋举兵占据东府，让萧遥欣从江陵火速发兵，正要发作，萧遥欣却病死了。江祏被诛时，萧宝卷召萧遥光入殿，告以江祏之罪。萧遥光害怕，回到中书省就装疯号哭，从此称病不去中书省履职。而护送萧遥欣丧车到武进下葬的众多荆州部众也在东府前渚暂停。
萧宝卷诛杀江祏后，担心萧遥光不安，想转他为司徒让他回府，召他入内谕旨。萧遥光害怕被杀，收集荆、豫二州部曲聚集在东府门，众人惊异不知他想做什么。萧遥光占据东府，召亲信刘渢、刘晏、中兵参军曹树生等，声言讨伐刘暄，萧畅正色拒不从命，还说到萧遥光之前一年曾暴得精神病，很久才痊愈，如今是又要复发了，叫左右急忙喊医生给萧遥光诊脉。萧遥光厉声说：“谘议想作怪啊！”叱责他出去。须臾刘渢入内，萧畅对他说：“公昔年的风疾如今又复发了。”刘渢说：“卿视今夕处分，为什么说这话。”萧遥光夜间遣数百人杀进东冶（建康城东的炼铁处）释放囚犯，从尚方（兵工厂）夺取兵器，又召骁骑将军垣历生。垣历生应召到，与刘渢都劝萧遥光率城内兵趁夜攻台城（中央机构所在地），用车载芦苇火烧城门，说“公只要乘舆随后，天下反掌可得。”但萧遥光有疑心不敢出兵。天稍亮，他才着戎装登城行赏赐，垣历生又劝他出军，他还是不肯，希望台城内部自己生变。刘渢、垣历生都抚膺道：“如今想做贼却坐守此城，今年要被公连累灭族了。”
萧遥光又派人去劫持萧坦之，萧坦之裸身跳墙从东冶到南渡进入台城，路遇游逻主颜端，被擒，萧坦之说萧遥光反了，颜端不信，亲自前往小街得知情况，就把马给萧坦之，一同入台城，途经新亭，又收编了未被萧遥光劫持的大约二百人，都持有兵器，于是从西掖门入殿。萧遥光又派三百人去沈文季家欲劫持沈文季为都督，但沈文季也已入台城。
四更，主书冯元嗣叩北掖门，说萧遥光反了，殿内有所准备。天亮后，禁卫军也稍稍聚集，台城中众人原本惶惑，在徐孝嗣奉诏入台城后也开始安心。时任左将军的沈约也骑马入西掖门，担心自己被认为萧遥光同党，不肯穿戎装，穿着朱衣入内。于是尚书符遥光口述萧遥光罪状，萧宝卷下令戒严并赦免京城囚徒。徐孝嗣以下屯卫宫城。萧坦之奉命假节督六军讨伐萧遥光，屯湘宫寺，镇军司马曹虎屯青溪大桥中，左兴盛屯东府东篱门，三面围东城，火烧司徒府。萧遥光遣垣历生从西门出战，禁卫军屡败，军主桑天爱被杀。
萧遥光起兵之时，在城内抓住沈文季兄子抚军长史沈昭略。这时萧遥光又逼萧畅入东府，萧畅与沈昭略偷偷出南门渡淮水逃入台城，萧遥光军士气大损。垣历生从南门出战，弃槊投降曹虎，被杀。萧遥光知其被擒，大怒，在坐具上跳起，命杀垣历生的儿子。晚上，禁卫军射火箭烧东府东北角楼，夜间攻克。萧遥光回到小斋，穿上衣服和帢帽坐着，点亮蜡烛照自己，关上一重重房门，令部下拒敌，左右都逃出屋。禁卫军军主刘国宝、时当伯等先入，萧遥光听见外兵到了，吹灭烛火，匍匐躲在床下，禁卫军破门而入，在黑暗中拽出萧遥光，斩之，传其首级。
萧遥光举事才四天就败亡了。败亡当夜有月蚀，显红色，有识者认为月是大臣，月蚀是必灭之道。他败亡前，城内人都梦见群蛇沿着城四出，互相说着都觉得是异事。官军入城，烧尽房屋。司马端时为府佐、掌书记，为曹虎所获，曹虎呵斥他离开，他却自认为受萧遥光厚恩，甘愿被杀，说：“死生有命也，君见事不捷，就把义师当作贼军。”被曹虎解送台城，被直阁骁骑将军徐世檦所杀（一作曹虎释放了他，他被官兵所杀）。萧遥光起兵时，有人劝当时已因精神病不参与州务的扬州治中别驾陆闲离去，陆闲说自己是属吏，无处逃死，最终与其次子陆绛也因被牵连被擒，徐孝嗣称陆闲没有参与，但徐世檦仍杀死陆闲，陆绛乞求代父而死，亲挡兵刃，也遇害。荆州中兵参军刘山阳副将潘绍想响应，西部郎司马夏侯详喊他议事，斩之。裴邃回到寿阳。东府被攻破前一天，崔慰祖还在城内，刘沨说：“卿有老母，应该出去。”命守门者放他出城。崔慰祖去宫门自首，被囚禁于尚方，病死。刘渢逃回家中静坐，其弟度支郎刘溓也逃亡，遇到刘渢，刘渢说：“我为人作吏，不避死，你可离开，别和我一起死。”刘溓答：“之前若没遇到兄长，也就在草间苟免了，如今已经相逢，何忍独生。”于是用衣带和哥哥的衣带打结，一同被杀。何胤闻之，叹服称美。萧遥光谘议参军柳叔夜左右扶柳叔夜上马，想一起逃亡，柳叔夜答：“吾已许始安以死，岂可负之。”于是自杀。此外，名士崔庆远等也因参与萧遥光之乱而伏诛。
范元琰曾被征为曹虎参军，没有前去。当时萧遥光对徐孝嗣说：“曹虎参军岂是礼贤之职。”欲聘为西曹书佐，但因他自己败亡了，此事不果，时人以为憾。
小将马仙琕也参与平定萧遥光。萧宝卷下诏敛葬萧遥光尸首，赦免萧遥光诸子，而以堂弟江陵公萧宝览为始安王，奉靖王后。追赠桑天爱辅国将军、梁州刺史。赏赐平定萧遥光之功，以徐孝嗣为司空，加沈文季镇军将军，萧坦之为尚书右仆射、丹阳尹，刘暄为领军将军，曹虎为散骑常侍、右卫将军。并复以萧宝义为都督扬南徐二州军事、骠骑大将军、扬州刺史，持节。加封蒋侯神为相国。陆闲长子后军行参军陆厥被父亲连累，本也被囚禁于尚方，萧宝卷不久就下赦令，陆厥遗憾父亲未能等到赦令，悲痛而死。
萧遥光年幼时坚贞端方，明帝倾心待他，萧宝卷还是孩童时，明帝让他与萧遥光同住，萧宝卷呼萧遥光为安兄，很有恩情。萧遥光被诛后，萧宝卷登旧宫土山望东府，怆然呼道：“安兄！”且呜咽，左右不忍视。
萧遥光所纳妾阮令嬴被萧宝卷没入宫中，后来萧衍称帝，史称梁武帝，又纳她为采女，生下萧绎即梁元帝。
江祏、萧遥光伏诛后，萧宝卷愈发无所忌惮，日夜在后堂骑马，鼓噪为乐；制局监茹法珍、梅虫儿等开始专权。然而先前對抗萧遥光的臣子陸續被萧宝卷處決；萧遥光死后才二十多天，萧宝卷便诛杀萧坦之；后萧宝卷又赐徐孝嗣、沈文季、沈昭略毒酒，沈昭略骂徐孝嗣无才而有如今的结局，徐孝嗣面不改色对沈昭略说：“始安事，吾欲以门应之，贤叔若同，无今日之恨。”

## 评价
- 《南史》论曰：明帝取之以非道，遥光济之以残酷，其卒至颠仆，所谓“亦以此终”者也。[2]

## 轶闻
建武初年，萧遥光造庙，截东安寺屋为庙垣，截房梁时出现了水，像泪一样。永元元年，有童谣说：“洋洋千里流，流翣东城头。乌马乌皮袴，三更相告诉。脚跛不得起，误杀老姥子。”千里流指江祏，东城、跛脚都指萧遥光，“乌马乌皮袴，三更相告诉”指垣历生着黑袴褶夜间投奔之，老姥子指“孝”字，意指徐孝嗣。
先前，东阳女子娄逞女扮男装，粗通围棋，懂文章大义，与公卿交游遍，官至扬州议曹从事，事发被明帝迫令回乡。娄逞才穿上妇人衣服离去。此事中，女人想做男人，却事泄，被视为王敬则、萧遥光、陈显达、崔慧景等作乱的征兆。